# Укрспецтехніка
Холдингова компанія «Укрспецтехніка» — підприємство оборонно-промислового комплексу України. Спеціалізується на розробці радіоелектронної техніки військового та спеціального призначення. Входить до складу «Ліги оборонних підприємств України».

## Історія
Відкрите акціонерне товариство «Холдингова компанія „Укрспецтехніка“» діє на ринку телекомунікацій і електронних технологій з 1989 року.
З 1997 року «Укрспецтехніка» почала роботи з модернізації та відновлення ресурсу радіолокаційного озброєння ППО.
З 2001 року «Укрспецтехніка» — член Асоціації підприємств протиповітряної оборони «Небо України».
З 2016 року компанія входить до складу «Ліги оборонних підприємств України».

## Структура
За даними «Ліги оборонних підприємств України»:
- «Укрспецтехніка»
- «Укрспецтехніка — система»
- «Укрспецтехніка — комплекс»
- «Информцентр»
- «Спецмеханіка»
- «МТ-Альфа».

## Продукція
- Анклав — комплекс РЕБ.
- Бісквіт-КБ — контрбатарейна РЛС.
- Борсук — РЛС наземних цілей.
- Лис — РЛС наземних цілей.
- РЛС «Малахіт-М» — РЛС повітряних цілей.
- Полонез — комплекс РЕБ.